# Џенг Ји Сао
Џенг Ји Сао (кинески: 郑一嫂, пин'јин: Zhèng Yī Sǎo, 1775 ‒ 1844),:64 позната и под именом Џенг Шиши (кинески: 郑石氏, пин'јин: Zhèng Shíshì, „Џенг девојачког презимена Ши/ удовица Џенга“) била је чувени пират за време династије Ћинг. Њено право име било је Ши Јанг (кинески: 石阳, пин'јин: Shí Yáng), а име на рођењу Сијанг Гу (кинески: 香姑, пин'јин: Xiāng Gū). Највероватније је пореклом из народа Данђија, кинеске етничке групе која се традиционално бави риболовом и живи на џункама. Најпре се бавила проституцијом,:65 а након што се удала за Џенг Јиа, народ ју је временом прозвао Џенг Ји Сао („жена Џенг Јиа“). После Џенгове смрти, преузима вођство „Црвеном заставом“ како би помогла пиратима и касније се удаје за Џенговог побратима, Џанг Баоција. На Западу је много познатија него у Кини.

## Младост
Џенг Ји Сао, чије је право име Ши Сијанг Гу, рођена је 1775. године у провинцији Гуангдунг. Најпре је била кантонска проститутка у једном малом борделу у Гуангџоуу, али су је касније заробили пирати. Године 1801. удала се за озлоглашеног гусара Џенг Јиа и након тога је остала упамћена као Џенг Ји Сао („жена Џенг Јиа“).

## Удаја за Џенг Јиа
Џенг потиче из породице успешних гусара, чији се преступнички досије може пратити још од средине 17. века. Након што је наследио позицију Џенг Ћија, постао је вођа гусара. Оженивши се супругом која је „у потпуности суделовала у свим мужевим пиратским акцијама“,:71 Џенг је искористио снагу своје добро опремљене војске, као и своју репутацију, како би приморао дотадашње супарнике ‒ гуангдунгшке пирате ‒ да склопе савез. До 1804. године, овај савез се развио у силу застрашујуће снаге и постао је најснажнија гусарска посада у Кини, данас позната као флота „Црвене заставе“.:71

## Долазак на место капетана
Шеснаестог новембра 1807. године, Џенг Ји је погинуо у Вијетнаму, а Џенг Ји Сао одмах започиње борбу за преузимање мужеве позиције капетана. Потежући добро развијене личне везе, навела је оне првобитно непријатељски расположене пирате да прихвате њен друштвени положај и тиме учврстила свој ауторитет. Како би избегла отворени рат са противницима, Џенг Ји Сао је потражила подршку најмоћнијег члана породице њеног мужа: нећака Џенг Јиа.

## Потомство
Џенг Ји Сао је са Џенг Јием имала два сина: Џенг Јингшија и Џенг Сијунгшија. Из брака са Џанг Баоцијем добила је ћерку и још једног сина, Џанг Јулина.:64

## Прихватање амнестије
У петнаестој години владавине цара Ђија Ћинга, априла 1810. године, Џенг Ји Сао одлази у Гуангџоу на преговоре са гувернером кинеских провинција Гуангси и Гуангдунг Баи Лингом. Она прихвата понуђену амнестију и окупља флоту у водама недалеко од села Фужунгшаа, у округу Сијангшан. Двадесетог априла исте године (22. мај 1810. године) Баи Линг долази у село Фужунгша, где му се Џенг Ји Сао и Џанг Баоци предају, а уз њих и укупно 17.318 пирата, жена и деце, као и 226 бродова, 1.315 топова и 2.798 комада различитог оружја.
Позне године свог живота Џенг Ји Сао је провела у Макаоу, где је отворила казино и бордел. Уз то се бавила и трговином сољу, а за време Опијумског рата активно је подстицала Лин Цесјуа на борбу против Британаца. Године 1844, у Макаоу, Џенг Ји Сао умире од болести у својој 69-ој години живота.

## Појављивање у филмским и телевизијским остварењима
- ТВ серија Џанг Баоци (1988) у продукцији хонгконгшке телевизијске куће ATV ‒ лик Џенг Ји Сао (у драми Ши Лан) тумачи глумица Мијао Кесију (Нора Мијао)
- ТВ серија Џанг Баоци (2015) у продукцији хонгконгшке телевизијске куће TVB ‒ лик Џенг Ји Сао (у драми Ши Ђијао) тумачи глумица Шао Меићи
- Филм Пирати са Кариба: На крају света ‒ лик господарице Ћинг, који тумачи Такајо Фишер[11] и који је назван по кинеској династији која је владала Кином у време деловања „Црвене заставе“ , заснован је управо на причи о Џенг Ји Сао[10][12]